# Hängöronget
Hängörongeten hör till familjen slidhornsdjur och till ordningen partåiga hovdjur. Den är en ganska liten ras av tamget som är framavlad av Kolmårdens djurpark. Hängörongeten har stora hängande öron och en välvd nos som kallas krumnos. Förebilden är den nubiska geten från Nordafrika som också har de hängande öronen. Färgen varierar mellan ljusbrun och helt svart. Den blir cirka 60 centimeter i mankhöjd och 90 centimeter i kroppslängd. Den väger runt 40 kilo och den blir runt 15 år. Hängörongeten äter mest blad, gräs och bark. Hängörongeten har en dräktighetstid på 150 dygn och föder sedan 1–2 ungar.